# Thomas McGrath (Schriftsteller)
Thomas McGrath (geboren am 20. November 1916 in Sheldon, North Dakota; gestorben am 20. September 1990 in Minneapolis, Minnesota) war ein amerikanischer Dichter.

## Leben
McGrath war der älteste Sohn von James McGrath und Catherine, geborene Shea. Er wuchs mit vier Brüdern und einer Schwester auf einer Farm in der Nähe von Sheldon in North Dakota auf. Nach dem Besuch der High School in Sheldon studierte er an der Moorhead State University und an der University of North Dakota in Grand Forks, wo er 1939 mit dem Bachelor abschloss. Wegen des Ausbruchs des Krieges konnte er ein ihm zuerkanntes Rhodes-Stipendium nicht nutzen und setzte seine Studien zunächst an der Louisiana State University in Baton Rouge fort, wo er die Bekanntschaft seines späteren Verlegers Alan Swallow machte. 1940/1941 war er Dozent am Colby College in Maine, fand aber keinen Geschmack an der Lehre und ging anschließend nach New York, wo er politisch aktiv war, schrieb und in einer Werft arbeitete, bis er 1942 eingezogen wurde. Den Großteil seines Dienstes verbrachte er auf der Luftwaffenbasis auf der Aleuteninsel Amchitka. 1945 wurde er im Rang eines Sergeant entlassen und konnte nun endlich 1947/1948 mit seinem Rhodes-Stipendium am New College in Oxford studieren.
Nach der Rückkehr in die Vereinigten Staaten unterrichtete er von 1951 bis 1954 am Los Angeles State College. Seine Entlassung dort stand in direktem Zusammenhang mit seinem Auftreten als unkooperativer Zeuge vor dem Komitee für unamerikanische Umtriebe. Diese Erfahrung verarbeitete er in seinem einzigen Science-Fiction-Roman The Gates of Ivory, the Gates of Horn (1957, deutsch Die Tore der Träume), einer dystopischen Vision eines von Maschinen kontrollierten Amerika. McGrath bekannte sich zeitlebens zum Kommunismus.
In den folgenden Jahren arbeitete McGrath als Schullehrer an Privatschulen und in verschiedenen Jobs, um seinen Lebensunterhalt zu verdienen. Ab 1960 konnte er wieder akademisch arbeiten, zunächst am C. W. Post College im Bundesstaat New York, ab 1962 dann an der North Dakota State University in Fargo. 1969 wechselte er an seine erste Alma Mater, die Moorhead State University in Minnesota, wo er bis zu seinem Ausscheiden 1983 blieb.
McGrath war dreimal verheiratet und hatte einen Sohn. Zusammen mit seiner Frau Genia war er Gründer und Herausgeber der Zeitschrift Crazy Horse. 1990 ist McGrath im Alter von 73 Jahren gestorben.

## Würdigungen
- 1965: Amy Lowell Traveling Fellowship in Poetry
- 1967: Guggenheim Fellow
- 1974, 1982: National Endowment for the Arts Fellowships
- 1976, 1981: Bush Fellow
- 1981: Ehrendoktor der University of North Dakota
- 1977: Distinguished Achievement Award der Society for Western Literature

## Bibliografie
- First Manifesto. A. Swallow, Baton Rouge, LA 1940.
- The Dialectics of Love. In: Alan Swallow (Hrsg.): Three Young Poets: Thomas McGrath, William Peterson, James Franklin Lewis. James A. Decker, Prairie City, IL 1942.
- To Walk a Crooked Mile. Swallow Press, New York City 1947.
- Longshot O’Leary’s Garland of Practical Poesie. International Publishers, New York City 1949.
- Witness to the Times! Privatdruck, 1954.
- Figures from a Double World. Alan Swallow, Denver, CO 1955.
- The Gates of Ivory, the Gates of Horn. Mainstream Publishers, 1957. Neuauflage Another Chicago Press, 1987, ISBN 0-9614644-2-9.
  - Deutsch: Die Tore der Träume. Übersetzt mit einer Nachbemerkung von Heinz Förster. Mit einem Vorwort von Charles Humboldt. Aufbau, Berlin 1973.
- Clouds. Melmont Publishers, 1959.
- The Beautiful Things. Vanguard Press, 1960.
- Letter to an Imaginary Friend. Teil I: Alan Swallow, 1962. Teil I und II: Swallow Press, Chicago, IL 1970. Teil III und IV: Copper Canyon Press, 1985. Gesamtausgabe I–IV: Copper Canyon Press, Port Townsend, WA 1997, ISBN 1-55659-077-6.
- New and Selected Poems. Alan Swallow, 1964.
- The Movie at the End of the World : Collected Poems. Swallow Press, 1972.
- Poems for Little People. [Gloucester], ca. 1973.
- Voyages to the Inland Sea #3. Center for Contemporary Poetry, 1973.
- Voices from beyond the Wall. Territorial Press, Moorhead, MN 1974.
- A Sound of One Hand : Poems. Minnesota Writers Publishing House, St. Peter, MN 1975.
- Open Songs : Sixty Short Poems. Uzzano, Mount Carroll, IL 1977, ISBN 0-930600-00-2.
- Letters to Tomasito. Mit Grafiken von Randall W. Scholes. Holy Cow! Press, St. Paul, MN 1977, ISBN 0-930100-01-8.
- Trinc : Praises II : A Poem. Copper Canyon Press, 1979.
- Waiting for the Angel. Uzzano, Menomonie, WI 1979, ISBN 0-930600-07-X.
- Passages toward the Dark. Copper Canyon Press, 1982, ISBN 0-914742-63-9.
- Echoes inside the Labyrinth. Thunder’s Mouth Press, 1983, ISBN 0-938410-13-X.
- Longshot O’Leary Counsels Direct Action : Poems. West End Press, 1983, ISBN 0-931122-28-7.
- Selected Poems, 1938–1988. Copper Canyon Press, 1988, ISBN 1-55659-012-1.
- This coffin has no handles : A Novel. Thunder’s Mouth Press, 1988, ISBN 0-938410-63-6.
- Death Song. Hrsg. von Sam Hamill. Copper Canyon Press, 1991, ISBN 1-55659-035-0.